# Pomarico
Pomarico is een gemeente in de Italiaanse provincie Matera (regio Basilicata) en telt 4438 inwoners (31-12-2004). De oppervlakte bedraagt 128,8 km², de bevolkingsdichtheid is 35 inwoners per km².

## Demografie
Pomarico telt ongeveer 1670 huishoudens. Het aantal inwoners daalde in de periode 1991-2001 met 10,7% volgens cijfers uit de tienjaarlijkse volkstellingen van ISTAT.
| Jaar | Inwoneraantal |
| ---- | ------------- |
| 1991 | 5018          |
| 2001 | 4482          |

## Geografie
De gemeente ligt op ongeveer 459 m boven zeeniveau.
Pomarico grenst aan de volgende gemeenten: Ferrandina, Miglionico, Montescaglioso, Pisticci.